# Gare de Saint-Michel - Valloire
Gare de Saint-Michel - Valloire vasútállomás Franciaországban, Saint-Michel-de-Maurienne településen.

## Vasútvonalak
Az állomást az alábbi vasútvonalak érintik:
- Culoz–Modane-vasútvonal

## Kapcsolódó állomások
A vasútállomáshoz az alábbi állomások vannak a legközelebb:
- Gare de Saint-Jean de Maurienne - Vallée de l'Arvan
- Gare de Modane (Gare de Modane)